# Марьино (сельское поселение село Высокиничи)
Марьино — деревня в Жуковском районе Калужской области, входит в состав муниципального образования Сельское поселение «Село Высокиничи».

## География
Стоит на левом берегу реки Паж, малого притока реки Протва. Рядом находится урочище Запажье — бывшее село, ранее погост Афанасьевский.

## Население
| 2002 | 2010 |
| ---- | ---- |
| 4    | →4   |

## История
До 1775 года относилась к Оболенскому уезду Московской губернии. В 1782 году — к Малоярославецкому уезду во владении Коллегии экономии синодального правления, а прежде принадлежала представителям древнего дворянского рода Орловых.
В 1858 году деревня Марьиино 1-го стана Малоярославецкого уезда при речке Паже и 58 дворах, казённая — по правую сторону Просёлочного тракта из г. Малоярославца к селу Овчинину.
К 1914 году Марьино — деревня Авчининской волости Малоярославецкого уезда Калужской губернии. В 1913 году там проживало 487 человек, из которых 259 женщин и 228 мужчин.

## Объекты историко-культурного наследия
- Церковь Троицы Живоначальной (Троицкая) в Запажье, расположена на восточных окраинах, на месте некогда существовавшего села Запажье. Сооружена в 1817 году каменной взамен сгоревшей деревянной[8].